# Городишка (Ярославская область)
Городишка — деревня Арефинского сельского поселения Рыбинского района Ярославской области.
Деревня расположена на левом берегу реки Ухра, ниже по течению центра сельского поселения села Арефино на расстоянии около 5 км (по прямой). На расстоянии около 1,5 км выше по течению на том же берегу стоит деревня М. Вниз по течению Ухры примерно через 3 км в Ухру впадает левый приток Талица, ниже устья которой на берегу Ухры стоит деревня Чашково. Просёлочная дорога от Городишко к Чашково пересекает Талицу в деревне Субботино. На противоположном правом берегу Ухры выше по течению на расстоянии около 1 км стоит деревня Олехово, а ниже по течению примерно в 500 м от Городишка впадает правый приток Восломка. После этого по правому берегу начинаются земли Пошехонского района. Вдоль реки Ухра имеются сельскохозяйственные угодья, но далее в направлении к югу-западу от Городишка расположен большой, частично заболоченный лес .
Деревня Городишка обозначена на плане Генерального межевания Рыбинского уезда 1792 года.
На 1 января 2007 года в деревне Городишка числился 1 постоянный житель . Почтовое отделение, расположенное в центре сельского поселения селе Арефино обслуживает в деревне Городишка 13 домов .